# Російський авангард

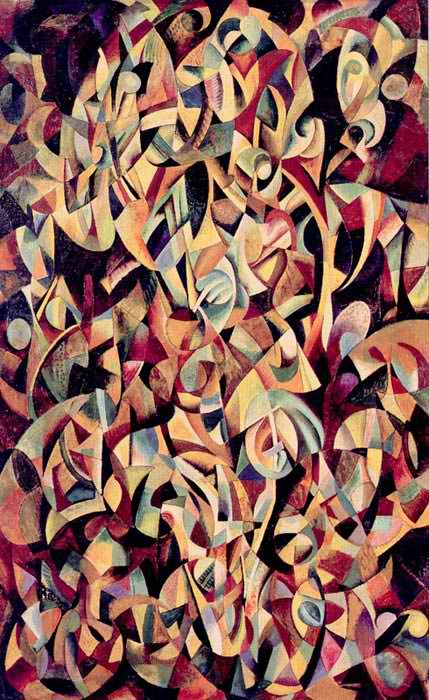
Олександр Родченко, Танець. Безпредметна композиція, 1915

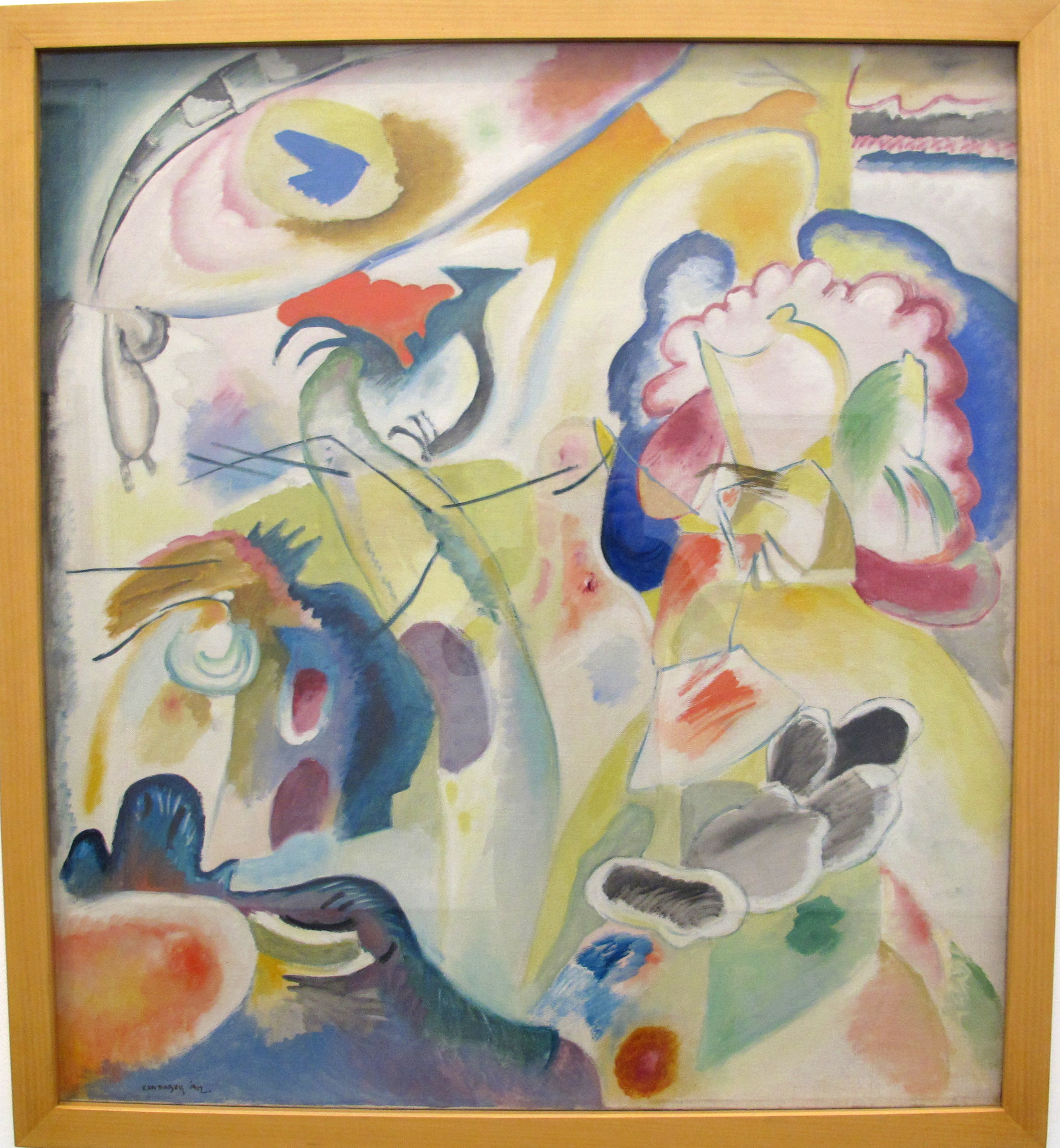
Василь Кандінський, імпровізація №29, 1912

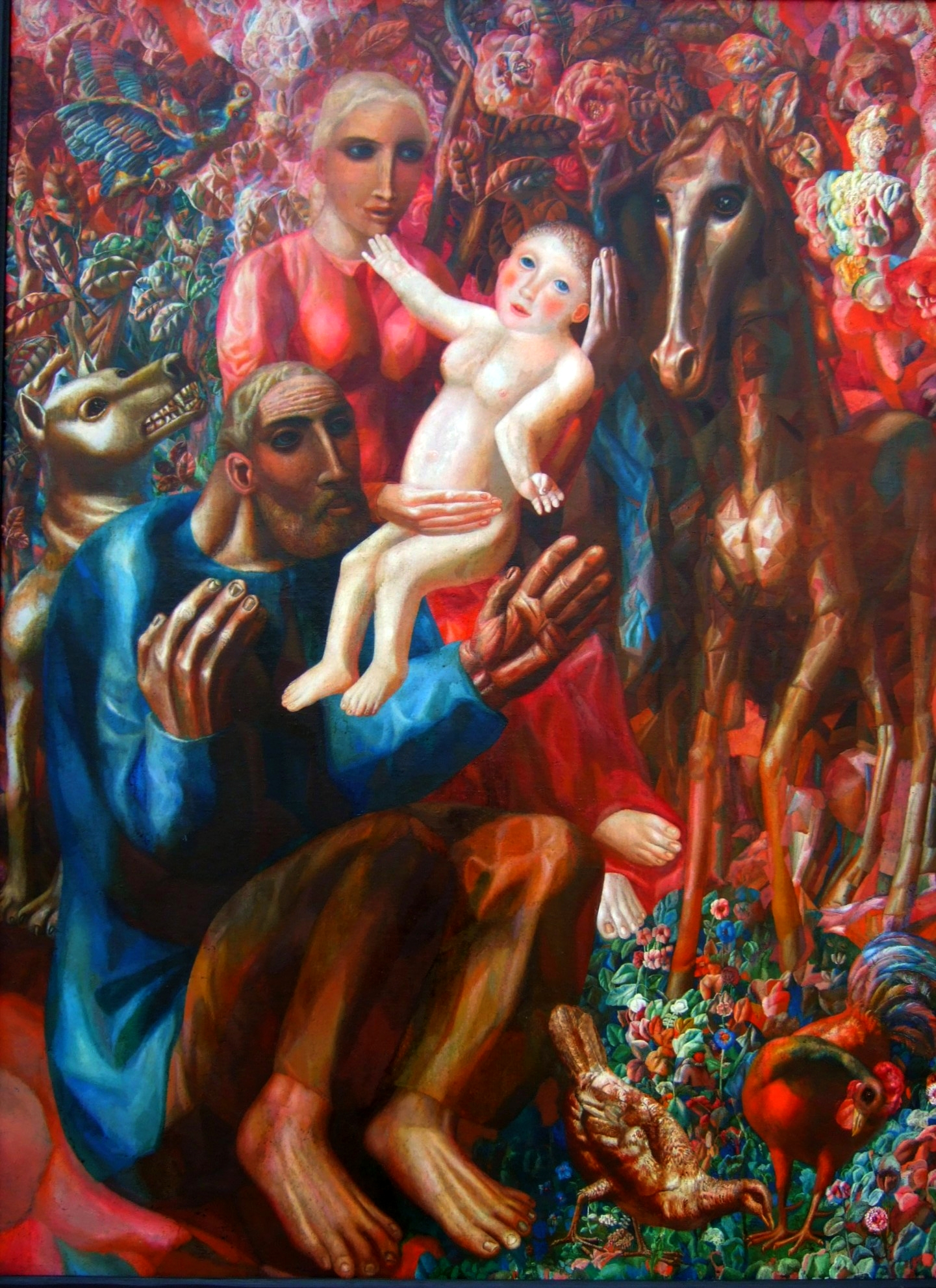
Павло ФілоновСелянська сім'я, 1914. Олія на полотні. Російський музей. 159 × 128 см

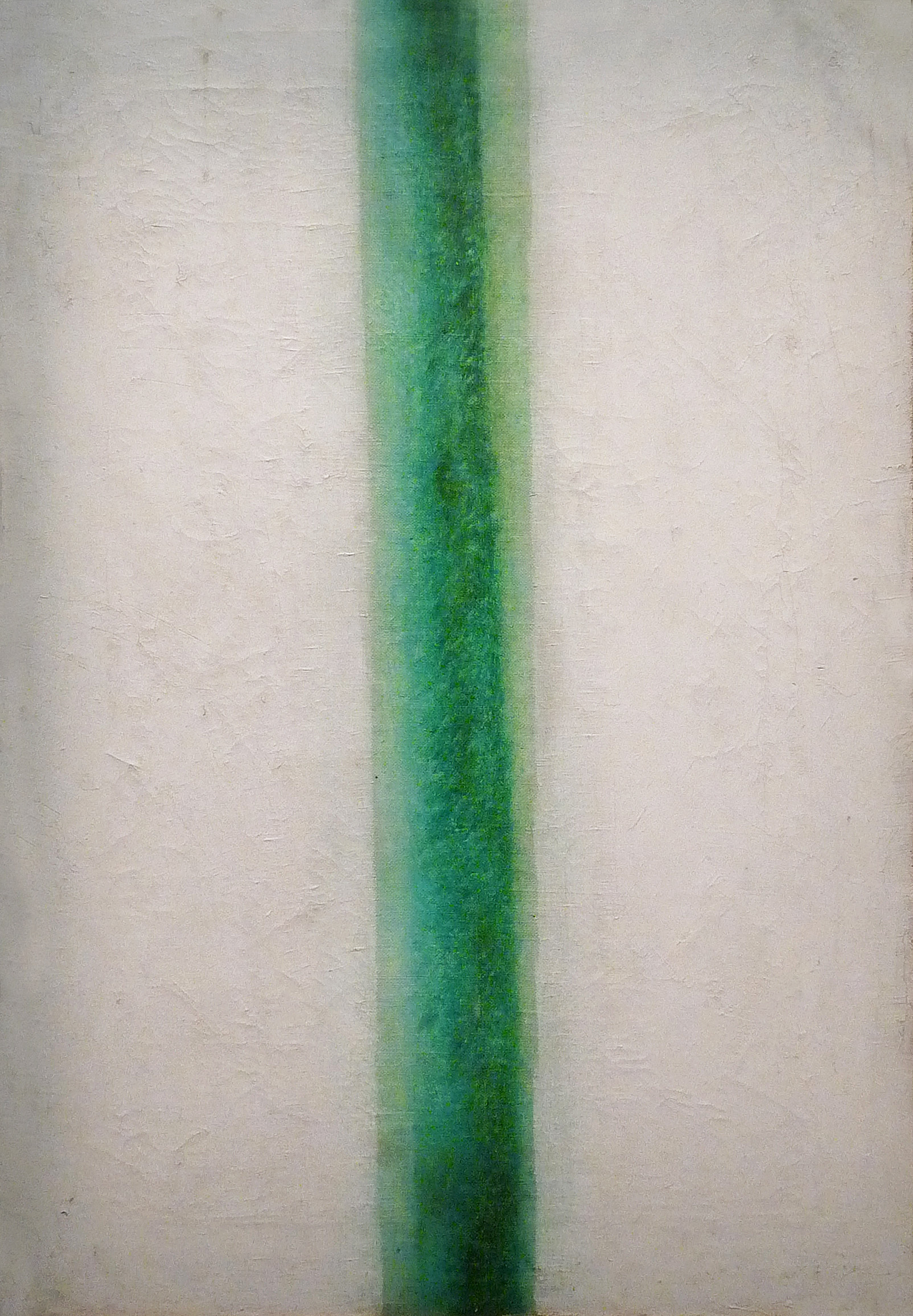
Ольга Розанова Зелена полоса. 1917. Полотно, олія. ДМЗ «Ростовський кремль»

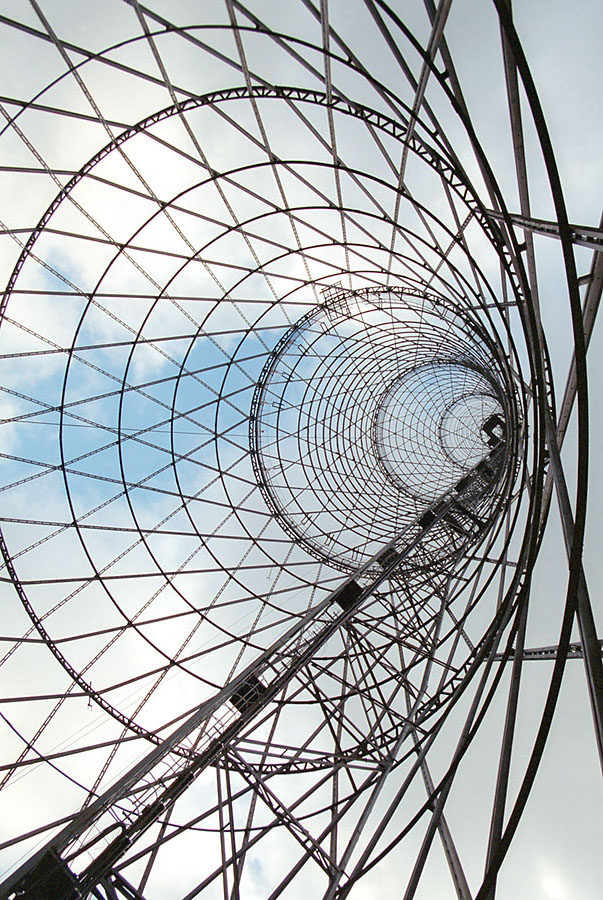
Вежа Шухова, 1922

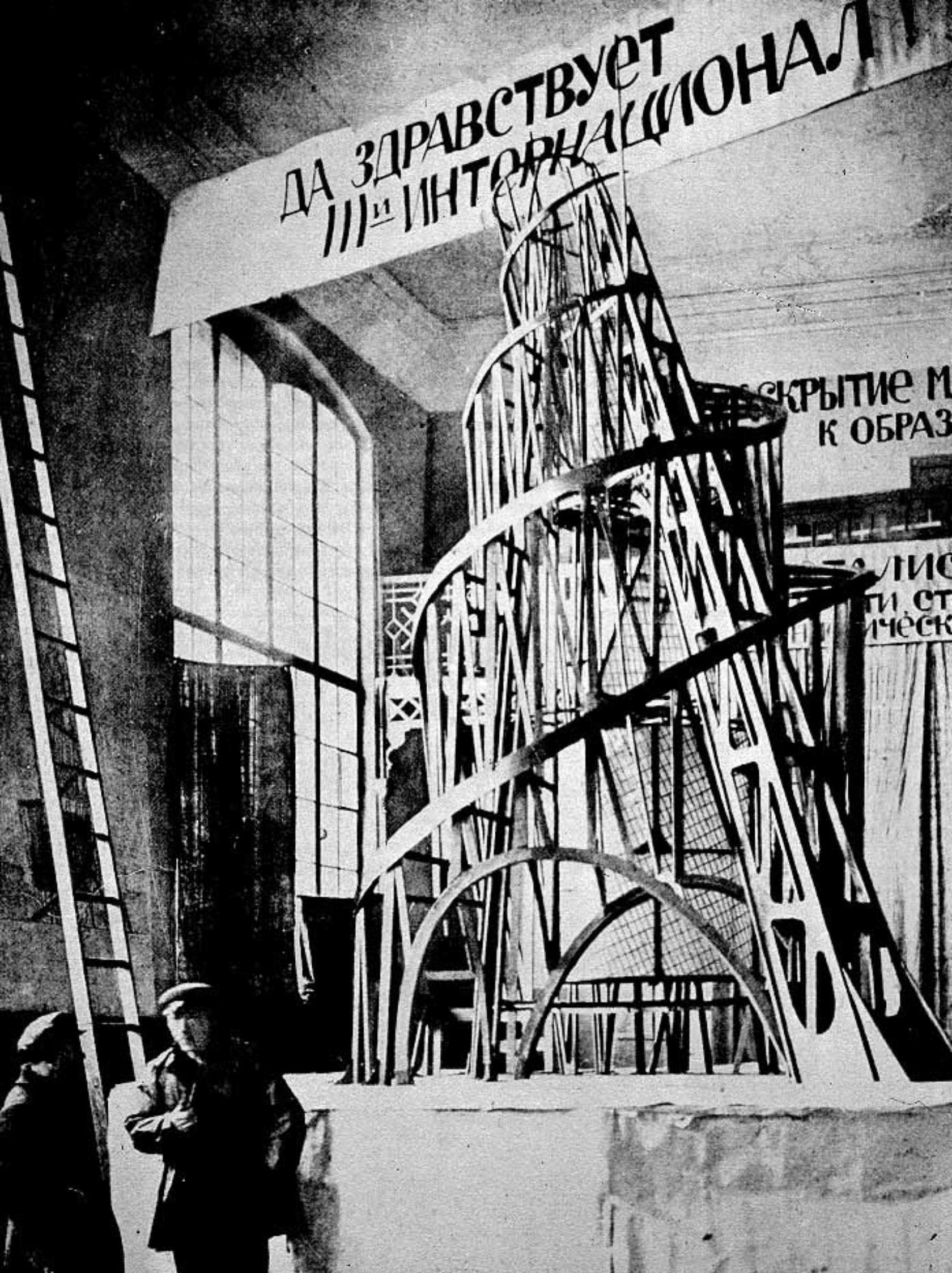
Макет Вежі Татліна, 1919

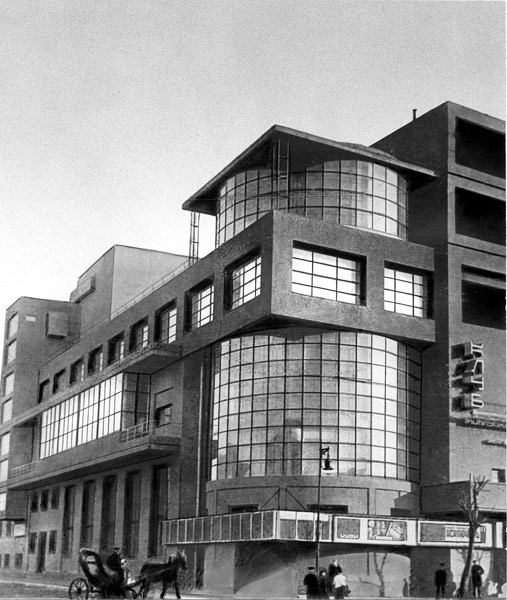
Ілля Голосов, Будинок культури імені Зуєва, 1926

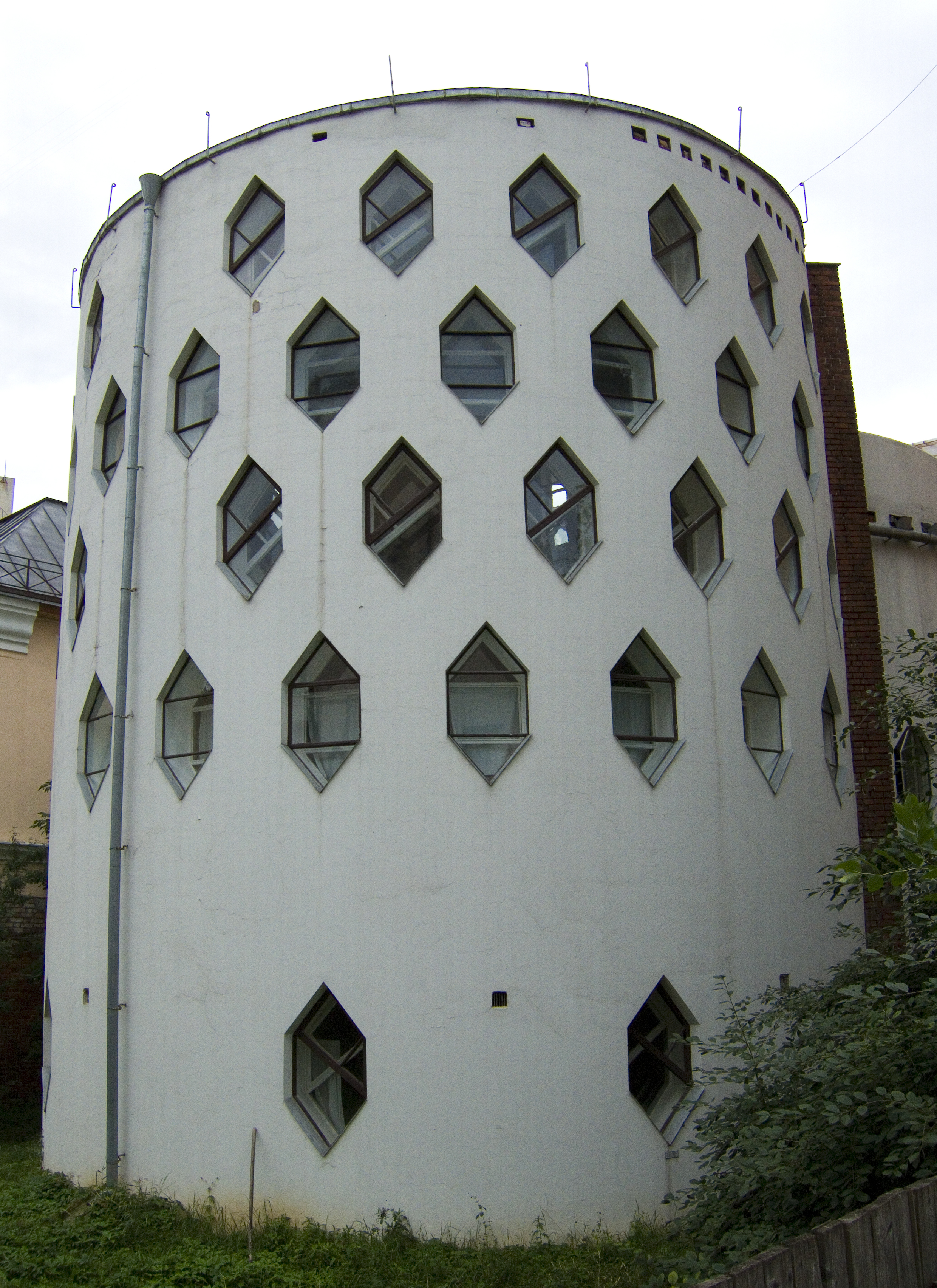
Костянтин Мельников Будинок, Москва, 1929

Російський авангард загальний термін, яким позначають впливову хвилю сучасного мистецтва, що процвітала в Російській імперії і Радянському Союзі приблизно з 1890 до 1930 року - хоча деякі відносять її початок до 1850 року і кінець до 1960. Ним позначають низку окремих, але взаємопов'язаних Мистецьких течій, таких як неопримітивізм, супрематизм, конструктивізм, футуризм тощо. Беручи до уваги, що багато з цих митців-авангардистів народились і працювали в теперішніх Білорусі і Україні, в окрему хвилю виділяють український авангард (Казимир Малевич, Олександра Екстер, Володимир Татлін, Василь Кандінський, Давид Бурлюк, Олександр Архипенко, Олександр Богомазов тощо).
Російський авангард досяг своїх вершин в період між Російською революцією 1917 року і 1932 роком. Після цього ідеї російського авангарду вступили в суперечність з офіційним, підтримуваним державою, соціалістичним реалізмом.

## Художники та дизайнери
- Олександр Архипенко
- Володимир Баранов-Росіне
- Олександр Богомазов
- Давид Бурлюк
- Володимир Бурлюк
- Марк Шагал
- Ілля Чашник
- Олександра Екстер
- Роберт Фальк
- Павло Філонов
- Артур Фонвізін
- Ніна Генке-Меллер
- Наталія Гончарова
- Михайло Ларіонов
- Михайло Гробман
- Франсиско Інфанте Арана
- Василь Кандінський
- Іван Клюн
- Густав Клуцис
- Сергій Коляда
- Аристарх Лентулов
- Ель Лисицький
- Казимир Малевич
- Павло Мансуров
- Михайло Матюшин
- Вадим Меллер
- Соломон Никритін
- Любов Попова
- Іван Пуні
- Климент Редько
- Олексій Ремизов
- Олександр Родченко
- Ольга Розанова
- Леопольд Сюрваж
- Варвара Степанова
- Георгій та Володимир Стенберги
- Володимир Татлін
- Василь Єрмилов
- Надія Удальцова
- Олександр Жданов
- Марія Гакен
- Анна Коган

## Журнали
- ЛЄФ
- Світ мистецтва

## Кінорежисери
- Григорій Александров
- Сергій Ейзенштейн
- Лев Кулешов
- Всеволод Пудовкін
- Дзиґа Вертов

## Письменники
- Андрій Бєлий
- Велимир Хлєбников
- Даниїл Хармс
- Олексій Кручоних
- Володимир Маяковський
- Віктор Шкловський
- Сергій Третьяков

## Театральні режисери
- Всеволод Мейєрхольд
- Микола Євреїнов
- Євген Вахтангов
- Сергій Ейзенштейн

## Архітектори
- Яков Чернихов
- Мойсей Гінзбург
- Ілля Голосов
- Іван Леонідов
- Костянтин Мельников
- Володимир Шухов
- Олександр Веснін

Збереження архітектури російського авангарду стало предметом особливої уваги істориків, політиків і архітекторів. 2007 року в Музеї сучасного мистецтва в Нью-Йорку, відбулась виставка повністю присвячена радянській післяреволюційній авангардній архітектурі, на якій були представлені роботи американського фотографа Річарда Паре.

## Композитори
- Самуїл Фейнберг
- Лур'є Артур Сергійович
- Микола Метнер
- Олександр Мосолов
- Микола Обучов
- Микола Рославець
- Леонід Сабанєєв
- Олександр Скрябін
- Дмитро Шостакович

## Основні статті
- Конструктивізм
- Вхутемас
- Російський футуризм
- Кубофутуризм
- Супрематизм
- Конструктивістська архітектура
- Радянське мистецтво
- Авангардизм
- Російський символізм